# ناهید پوررضا
ناهید پوررضا (زاده ۱۳۳۰) دانشمند و شیمی‌دان اهل ایران است. در سال ۹۹ از وی به عنوان یکی از ۱۶ استاد نمونه کشوری تقدیر شد.

## زندگی
«امیدوارم به جایی برسیم که دستاوردهای علمی علاوه بر گسترش مرزهای دانش به رفع معضلات کشور منجر شود. بدون شک زیربنای پیشرفت هر کشور مدیون آموزش آن است. فرزندان کشور در مقاطع ابتدایی و متوسطه حداقل نیازهای آموزشی را فرامی‌گیرند و در مقاطع دانشگاهی تخصص‌های لازم را می‌آموزند تا خدمات ارزنده‌ای را به میهن خود ارائه دهند.
»

ناهید پوررضا در آیین نکوداشت اعضای هیئت علمی نمونه کشوری
ناهید پوررضا در سال ۱۳۳۰ در شهر مسجدسلیمان زاده شد.

## حرفه و تحصیلات
وی در رشته طبیعی تحصیل کرد و در سال سال ۱۳۵۳ با کسب رتبه نخست وارد دانشگاه جندی شاپور سابق (چمران کنونی) شد پس از آن مقطع کارشناسی ارشد و دکتری را در دانشگاه بیرمنگام کشور انگلستان در رشته شیمی تجزیه به پایان رساند و در سال ۱۳۶۰ در دانشگاه چمران اهواز مشغول به کار شد. او همچنین سال‌های ۱۳۶۴–۱۳۶۵ تحصیلات مقطع پسادکتری را در دانشگاه کلرادو کشور آمریکا به پایان رساند.

## فعالیت و دستاوردها
دریافت لوح افتخار بانوان نام‌آور ایران در سال ۱۳۷۸، برگزیده جایزه زن در علم با عنوان جایزه میرزاخانی سال ۱۳۹۸
برگزیده به عنوان پژوهشگر برتر استانی و دریافت ۲۵ سپاس‌نامه دانشگاهی، انتشار ۱۳۲ مقاله علمی در مجلات معتبر بین‌المللی ISI، ارائه بیش از ۹۵ مقاله در سمینارها و کنفرانس‌های بین‌المللی و داخلی بخشی از دستاوردهای علمی ناهید پوررضا است. او همچنین در جمع دو درصد پژوهشگران پر استناد جهان قرار دارد. در دانشگاه چمران طی مراسم نکوداشتی از وی به عنوان شیمیدان برجسته تقدیر شد.

### افتخارت
- ۱۳۷۴ - دریافت لوح
- ۱۳۷۷ - پژوهشگر برگزیده
- ۱۳۷۸ - دریافت لوح
- ۱۳۷۹ - استاد نمونه
- ۱۳۸۴ - دریافت لوح
- ۱۳۸۷ - پژوهشگر برگزیده
- ۱۳۸۹ - پژوهشگر برگزیده
- ۱۳۹۰ - پژوهشگر برگزیده
- ۱۳۹۹ - استاد نمونه کشور در دانشگاه شهید چمران اهواز[۱۰]

## آثار
- اسپکتروسکپی جذب اتمی، جی. روبینسون به عنوان مترجم[۱۱]
- شیمی تجزیه آزمایشگاهی (۱) و (۲)[۱۱]